# Adolf Frederik Elmquist
Adolf Frederik Elmquist, född den 19 september 1788 i Köpenhamn, död där den 10 oktober 1868, var en dansk litteratör.
Elmquist inrättade 1810 den första fasta bokhandeln i Aarhus och blev 1812 tillika boktryckare. Åren 1811-1866 utgav han "Aarhus Stiftstidende", en av Danmarks äldsta och mest spridda provinstidningar (med under hans tid slutligen 3 000 
prenumeranter). Åren 1818-1833 och 1839-1840 redigerade han tillika den underhållande månadsskriften "Læsefrugter" (66 band), vilken, jämte översättningar, innehåller originaluppsatser av en mängd danska författare, bland andra Steen Steensen Blicher, Bernhard Severin Ingemann, Jørgen Thisted, Hans Christian Andersen och Hans Peter Holst. Elmquists hus var under en lång följd av år brännpunkten för de högre intressena i Aarhus.